# عبدالعزیز (بازیکن فوتبال)
عبدالعزیز (انگلیسی: Abdul Aziz؛ زادهٔ ۱۱ ژانویهٔ ۱۹۸۶) بازیکن فوتبال اهل پاکستان بود.
وی همچنین در تیم‌های ملی فوتبال زیر ۲۳ سال پاکستان و پاکستان بازی کرده است.